# Je te promets (chanson de Johnny Hallyday)
Pour les articles homonymes, voir Je te promets.
Singles de Johnny Hallyday
J'oublierai ton nom
(1987) Laura
(1987)
Je te promets est une chanson écrite par Jean-Jacques Goldman et interprétée par Johnny Hallyday. Troisième extrait de l'album Gang, sorti le 6 décembre 1986, elle sort en single en juin 1987.

## Thématique de la chanson
La chanson est une série de promesses énoncées par quelqu'un, possiblement un homme, à une personne avec qui il souhaite avoir une liaison sentimentale et des relations sexuelles.
La liaison envisagée n'aura pas forcément une longue durée dans le temps (« J'te promets un moment de fièvre et de douceur / Pas toute la nuit mais quelques heures »).

## Clip vidéo
Le clip est réalisé en 1987 en studio par Bernard Schmitt, collaborateur régulier de Johnny Hallyday.
Dans le clip vidéo, la comédienne Anne Richard fait une apparition. C'était son premier travail à Paris, mais elle ne rencontrera Johnny Hallyday pour la première fois, que quinze ans plus tard, après la sortie d'un concert pour lui raconter l'anecdote.

## Discographie
6 décembre 1986 : 
- album Gang

11 juin 1987 : 
- 45 tours Philips : Je te promets, Tu peux chercher
- Maxi 45 tours hors-commerce Philips : Je te promets (4:34), Je te promets (3:55), Tu peux chercher

Discographie live :
- 1988 : Johnny à Bercy et Live at Montreux 1988 (resté inédit jusqu'en 2008)
- 1991 : Dans la chaleur de Bercy
- 1993 : Bercy 92
- 2000 : Olympia 2000
- 2003 : Parc des Princes 2003 (en duo avec Jenifer)
- 2013 : Born Rocker Tour (en duo avec Amel Bent)
- 2016 : Rester Vivant Tour

## Réception
Le titre s’écoule à plus de 300 000 exemplaires en France à sa sortie.
À la suite du décès du chanteur en décembre 2017, le titre devient n°1 des ventes, ce qui lui vaut d'être disque d'or en septembre 2018.

### Classements hebdomadaires
| Classement (1987) | Meilleure position |
| ----------------- | ------------------ |
| France (SNEP)     | 5                  |

| Classement (2017)            | Meilleure position |
| ---------------------------- | ------------------ |
| France (SNEP)                | 1                  |
| Suisse (Schweizer Hitparade) | 19                 |

### Classement annuel
| Classement (1987) | Meilleure position |
| ----------------- | ------------------ |
| France (SNEP)     | 22                 |

## Reprise
Je te promets est repris en duo par Jean-Jacques Goldman et Patricia Kaas lors de La Soirée des Enfoirés à l'Opéra en 1992.
En 2017, Je te promets est repris par Gaëtan Roussel sur l'album On a tous quelque chose de Johnny et par Slimane sur le plateau de l’émission 300 chœurs chantent les plus belles chansons des années 80.
En 2018, c'est Sylvie Vartan qui reprend la chanson sur l'album Avec toi.